# Stenothoe monoculoides
Stenothoe monoculoides är en kräftdjursart som först beskrevs av Montagu 1813.  Stenothoe monoculoides ingår i släktet Stenothoe och familjen Stenothoidae. Arten är reproducerande i Sverige. Inga underarter finns listade i Catalogue of Life.